# Pleurospermum isetense
Pleurospermum isetense är en flockblommig växtart som beskrevs av Koso-pol. Pleurospermum isetense ingår i släktet piplokor, och familjen flockblommiga växter. Inga underarter finns listade i Catalogue of Life.